# King Salmon
King Salmon ist ein Ort und ein census-designated place (CDP) im Bristol Bay Borough in Alaska. King Salmon ist gleichzeitig Verwaltungssitz (Borough Seat) des benachbarten Lake and Peninsula Borough. Das U.S. Census Bureau hatte bei der Volkszählung 2020 eine Einwohnerzahl von 307 ermittelt. 

## Geographie
Die Ortschaft liegt auf der Alaska-Halbinsel am nördlichen Ufer des Naknek Rivers, etwa 25 km flussaufwärts von Naknek an der Bristol Bay und 460 km südwestlich von Anchorage. 
Östlich von King Salmon befindet sich der Katmai-Nationalpark. Südlich liegen das Becharof und das Alaska Peninsula National Wildlife Refuge sowie das Aniakchak National Monument and Preserve.

## Geschichte

Entwicklung der monatlichen Durchschnittstemperatur von 1991 bis 2020

Viele der heutigen Einwohner King Salmons sind Nachkommen von Ureinwohner Alaskas, die wegen eines Ausbruchs des Vulkans Mount Katmai an der Ostküste der Halbinsel gezwungen waren, ihre ursprüngliche Siedlung zu verlassen.
In den 1930ern wurde ein Bunker mit einer Funknavigationseinrichtung in King Salmon gebaut. Mit Beginn des Zweiten Weltkriegs errichtete die U.S. Air Force einen Luftwaffenstützpunkt, der während des Kriegs von der Federal Aviation Administration in Stand gehalten wurde.
1949 wurde eine Poststation eröffnet und das U.S. Army Corps of Engineers baute eine Straßenverbindung nach Naknek. Unter anderem der National Park Service und das Alaska Department of Fish and Game richteten Büros in King Salmon ein. Das King Salmon Inn öffnete 1956. Die Ortschaft wuchs durch die Regierungsbehörden und als Versorgungszentrum für den kommerziellen Lachsfang und die Tourismusindustrie. 
Der Luftwaffenstützpunkt wurde 1993 zu einer von der Chugach Development Corporation betriebenen Verwaltungsstation unter der Führung der Air Force. Die Basis unterstützt Trainingsaktivitäten von Luftwaffe, Armee und Marine sowie die Arbeit der U.S. Coast Guard und der North American Air Defense. Auch Behörden des Bristol Bay Boroughs und des Bundesstaats nutzen Gebäude auf dem Gelände.
Der bisherige Hitzerekord in King Salmon wurde am 4. Juli 2019 mit 31,6 °C gemessen.